# Corn (gemeente)
Corn is een gemeente in het Franse departement Lot (regio Occitanie) en telt 157 inwoners (1999). De plaats maakt deel uit van het arrondissement Figeac.

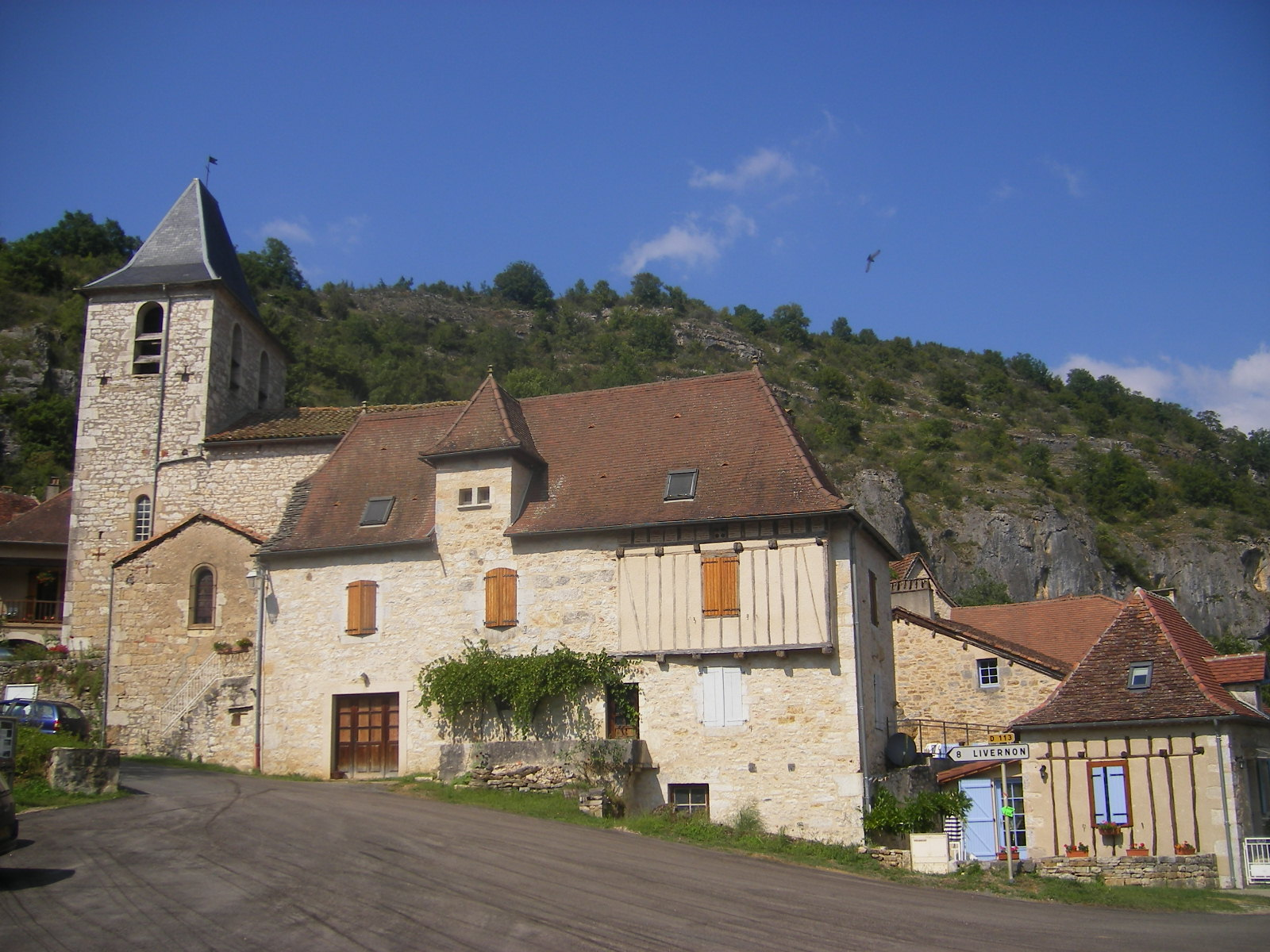
Corn

## Geografie
De oppervlakte van Corn bedraagt 14,8 km², de bevolkingsdichtheid is 10,6 inwoners per km².
De onderstaande kaart toont de ligging van Corn (gemeente) met de belangrijkste infrastructuur en aangrenzende gemeenten.

## Demografie
Onderstaande figuur toont het verloop van het inwonertal (bron: INSEE-tellingen).